# Ingrid Steininger
Ingrid Steininger (* 1940 in Amstetten; † 1998 in Langenstein) war eine österreichische Keramikerin, Plastikerin und Graphikerin.

## Leben
Sie wurde 1940 in Amstetten geboren und wuchs in Aschach an der Donau auf. Ihr Vater war der Maler Norbert Karner. Ab 1959 studierte sie an der Hochschule für angewandte Kunst Wien zunächst bei Carl Unger, später bei Heinz Leinfellner.
Bereits während der Studienzeit beteiligte sie sich an Ausstellungen. 1964 beendete sie ihr Studium mit dem Diplom für Bildhauerei und Keramik und wurde mit dem Förderpreis der Stadt Wien ausgezeichnet. Ingrid Steininger wurde freischaffende Künstlerin und war auch als Bühnenplastikerin bei den Salzburger Festspielen tätig.
1971 ließ sie sich mit ihrer Familie in Langenstein nieder, sorgt für ihre 8 Kinder und setzt ihre künstlerische Arbeit mit diversen Auftragsarbeiten in Keramik und Plastik fort. Neben künstlerischen Arbeiten in Bankgebäuden gestaltete sie ein Mahnmal zur Erinnerung an die Opfer der „Mühlviertler Hasenjagd“ in Schwertberg.
Zahlreiche Projekte in der regionalen Umgebung, unter anderem in Schulen und Kindergärten sowie bei der künstlerischen Bühnengestaltung des Theaters im Hof in Mauthausen folgten.
2008 organisierte die Gemeinde Mauthausen im Gemeindeamt eine Ingrid-Steininger-Ausstellung.

## Ingrid-Steininger-Kulturförderpreis
2008 hat die Marktgemeinde Mauthausen erstmals den Ingrid-Steininger-Kulturförderpreis ausgeschrieben, der mit € 2.000 dotiert ist. Der Preis versteht sich als Unterstützung zur Realisierung von Kulturprojekten in Mauthausen, zur Förderung eines vielfältigen kulturellen Lebens, insbesondere dort, wo neue Wege beschritten werden, Förderung des künstlerischen Potentials in Mauthausen und Unterstützung bei der Veröffentlichung und Professionalisierung sowie Aus- und Weiterbildung.
Preisträger sind
- 2009 „Die Notenfresser“ der Marktmusikkapelle Mauthausen
- 2010 Pfarrchor „musica viva“ für die von Alfred Hochedlinger komponierte und von Werner Wöckinger getextete Kantate „Homo homini lupus“
- 2011 Die in Mauthausen lebende Spanierin Graciela Santana Sosa für ihr Fotoprojekt „Porträts als ein Weg, näher an das Leben von Personen und deren Rolle im sozialen Gefüge zu kommen“.
- 2013 Renate Billensteiner für ihr Fotoprojekt „Das blinde Feld“ und das Trio Frauenherzen mit Birgit Gassner, Andrea Burger und Marlene Bauer für ihr Theaterprojekt „Ultimatum“.
- 2015 Helmuth Hinterndorfer (posthum), Musiker, und der Singkreis Mauthausen
- 2017 Werner Wöckinger für das Fotobuch zum Thema Nachwuchsfußball und die Landjugend Mauthausen für ein Theaterstück gemeinsam mit Asylwerbern[1]

## Werke

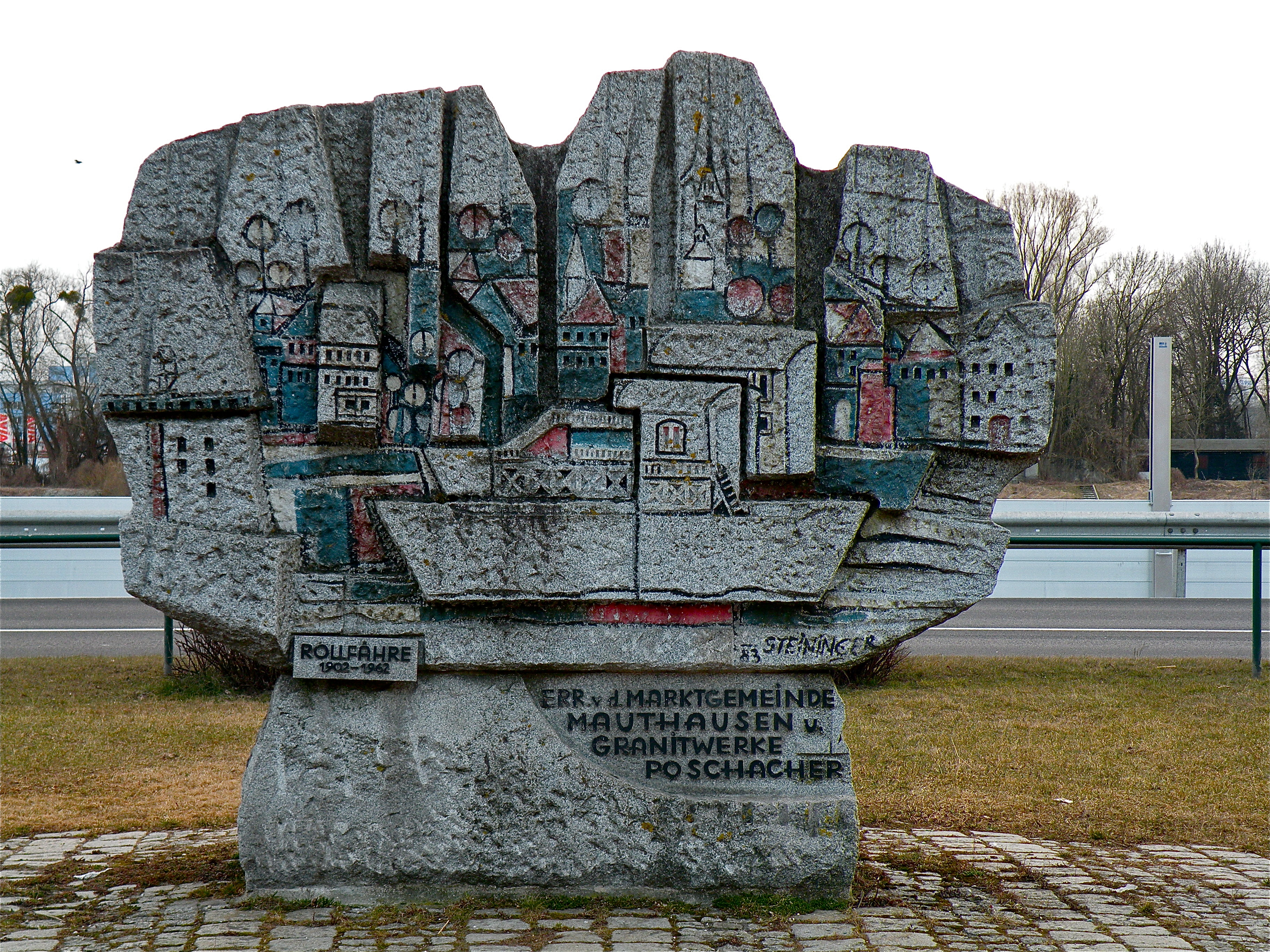
Rollfährendenkmal von Ingrid Steininger auf dem Heindlkai in Mauthausen

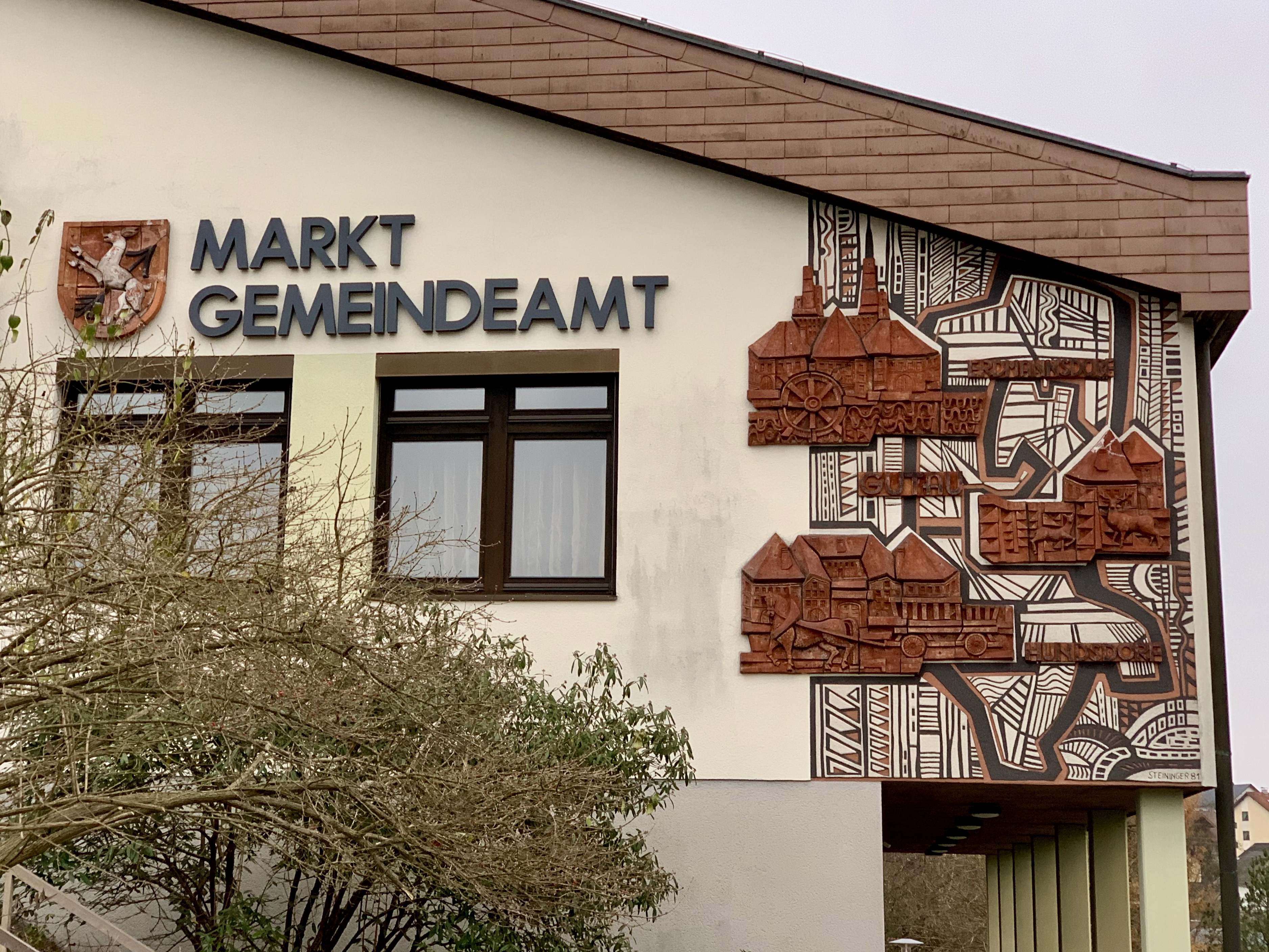
Fassadengestaltung am Marktgemeindeamt Gutau

- Rollfährendenkmal in Mauthausen, „Fliegende Brücke 1902 bis 1962“. Das Denkmal erinnert an die letzte Donauüberfahrt der Rollfähre am 14. Jänner 1962. Nach der Eröffnung der neuen Donau-Straßenbrücke 1961 verlor die Rollfähre ihren Zweck. Das Denkmal besteht aus einem auf einem Sockel liegenden unregelmäßigen Granitblock mit einem Gewicht von rund 13 Tonnen. Das zweiseitige Relief zeigt die stilisierte Ansicht von Mauthausen mit der Rollfähre.[2]
- „Schiffszug“ zeigt den von Pferden stromaufwärts gezogenen Schiffszug. Das Relief wurde 1985 für das Volksheim Mauthausen angefertigt und befindet sich nunmehr im Gemeindeamt Mauthausen.[3]
- Relief, ursprünglich im alten Mauthausener Seniorenheim, seit 2009 im neuen Seniorium von Mauthausen
- Auftragsarbeiten in oberösterreichischen Bankgebäuden (Oberösterreichische Raiffeisen-Zentralkasse in Linz, Hypogalerie in Linz, Raiffeisenbanken in Perg, Mauthausen, Ried in der Riedmark, Aschach an der Donau und Zell an der Pram)
- Mosaik: „Heiliger Florian“ – Feuerwehrhaus Haid.[4]
- Mahnmal Mühlviertler Hasenjagd in Schwertberg
- Kunst am Bau: Fassade des Gemeindeamts Gutau